# Badische Spargelstraße

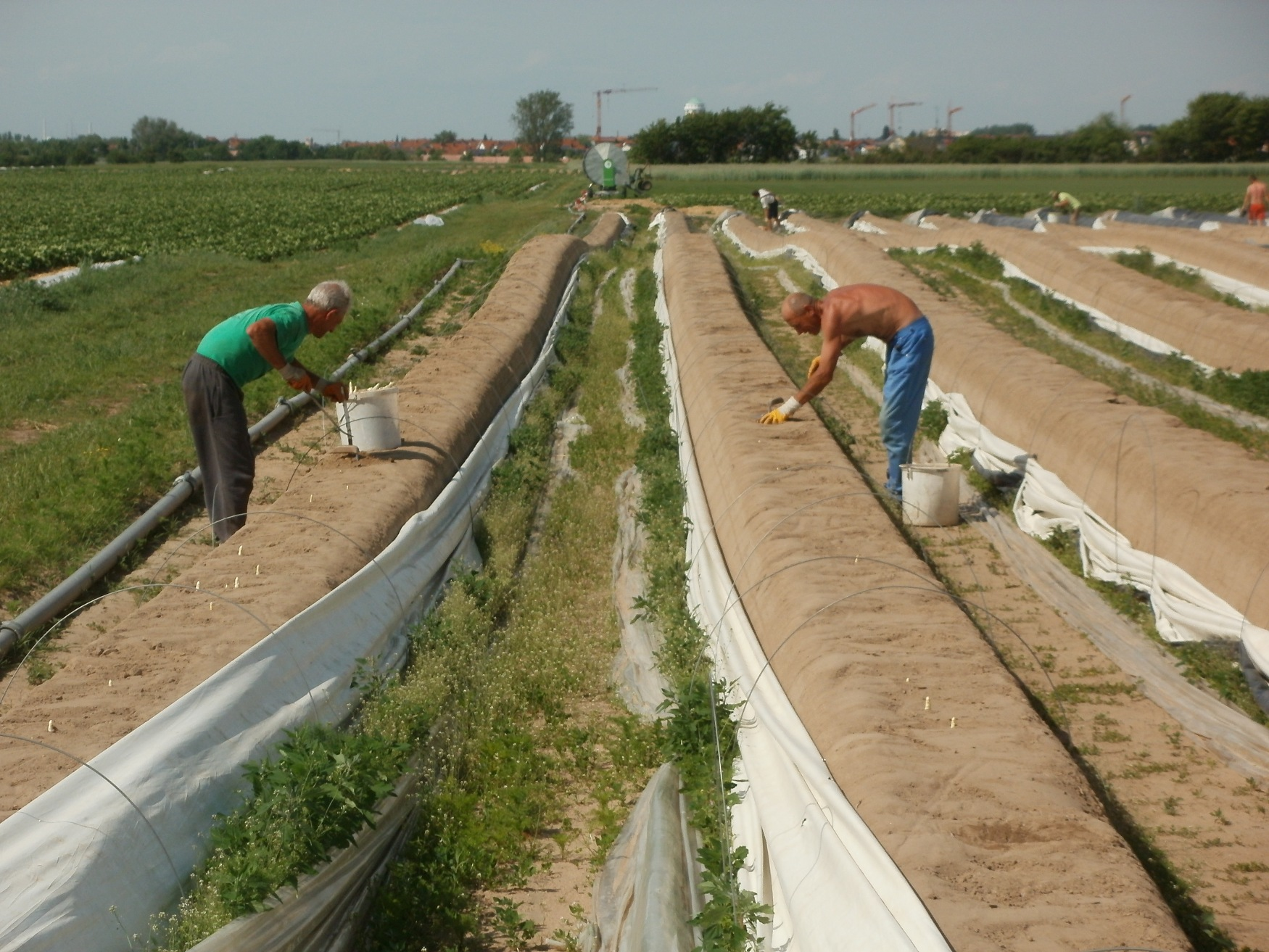
Aspergeoogst bij Hockenheim

De Badische Spargelstraße is een toeristische autoroute in Baden-Württemberg, Duitsland. De bewegwijzerde route van 136 kilometer werd gecreëerd in 1994 en loopt door het aspergegebied in  Noord-Baden. De route loopt van Schwetzingen via Hockenheim, Reilingen, St. Leon-Rot, Bruchsal, Graben-Neudorf, Karlsruhe, Bietigheim, Rastatt tot Lichtenau.